# بوب بالوج
بوب بالوج (بالإنجليزية: Bob Balog)‏ هو لاعب كرة قدم أمريكية أمريكي، ولد في 2 نوفمبر 1924 في يونغزتاون في الولايات المتحدة، وتوفي في 3 مايو 2011.

## وصلات خارجية
- بوب بالوج على موقع مرجع كرة القدم المحترفة.كوم (الإنجليزية)